# Comuna Baška Voda, Split-Dalmația
Baška Voda este o comună în cantonul Split-Dalmația, Croația, având o populație de 2.775 de locuitori (2011).

## Demografie
Componența etnică a comunei Baška Voda
     Croați (96,18%)
     Necunoscut (0,47%)
     Neclasificat (2,99%)
Componența confesională a comunei Baška Voda
     Catolici (91,03%)
     Fără religie și atei (3,46%)
     Necunoscută (2,7%)
     Alte religii (2,81%)
Conform recensământului din 2011, comuna Baška Voda avea 2.775 de locuitori. Din punct de vedere etnic, majoritatea locuitorilor (96,18%) erau croați. Apartenența etnică nu este cunoscută în cazul a 0,47% din locuitori. Din punct de vedere confesional, majoritatea locuitorilor (91,03%) erau catolici, cu o minoritate de persoane fără religie și atei (3,46%). Pentru 2,7% din locuitori nu este cunoscută apartenența confesională.